# Максимиляново (Куявско-Поморско войводство)
Максимиляново (на полски: Maksymilianowo) е село в Бидгошчки окръг на Куявско-Поморско войводство, северна Полша. Населението му е 1478 души (2011 г.).
Разположено е на 107 m надморска височина в Средноевропейската равнина, на 11 km северно от град Бидгошч. Селището е железопътен възел.